# لیلی آلوارز
 لیلی آلوارز (اسپانیایی: Lilí Álvarez‎؛ زاده ۹ مهٔ ۱۹۰۵ درگذشته ۸ ژوئیهٔ ۱۹۹۸) یک تنیس‌باز اهل اسپانیا بود.